# Liste der Monuments historiques in Bayonville-sur-Mad
Die Liste der Monuments historiques in Bayonville-sur-Mad führt die Monuments historiques in der französischen Gemeinde Bayonville-sur-Mad auf.

## Liste der Objekte
| Bezeichnung               | Beschreibung                                                  | Standort                             | Kennzeichnung | Schutzstatus | Datum | Bild |
| ------------------------- | ------------------------------------------------------------- | ------------------------------------ | ------------- | ------------ | ----- | ---- |
| Hauptaltar                | Holz, farbig gefasst und vergoldet, um 1710                   | in der Kirche St-Julien (Lage)       | PM54000050    | Classé       | 1966  |      |
| Gemälde Marienkrönung     | Ölfarbe auf Leinwand, vergoldeter Holzrahmen, 18. Jahrhundert | in der Kirche St-Julien (Lage)       | PM54001394    | Inscrit      | 1994  |      |
| Skulptur Madonna mit Kind | Holz, Mitte des 15. Jahrhunderts                              | außen an der Kirche St-Julien (Lage) | PM54001395    | Inscrit      | 1994  |      |
| Zwei Seitenaltäre         | jeweils mit Retabel; um 1760                                  | in der Kirche St-Julien (Lage)       | PM54001392    | Inscrit      | 1994  |      |
| Kruzifix                  | Holz, um 1600                                                 | in der Kirche St-Julien (Lage)       | PM54001393    | Inscrit      | 1994  |      |